# Ruth Goetz (Drehbuchautorin)
Ruth Goetz (* 12. Januar 1912 als Ruth Goodman in Philadelphia; † 12. Oktober 2001 in Englewood, New Jersey) war eine amerikanische Drehbuchautorin und Dramatikerin. Viele ihrer Arbeiten sind in Zusammenarbeit mit ihrem Ehemann Augustus Goetz (1897–1957) entstanden.

## Leben
Ruth Goetz wurde am 12. Januar 1912 als einziges Kind von Lily Cartun Goodman and Philip Goodman, einem Theaterproduzenten und Autor, in Philadelphia geboren. Aufgewachsen in New York City besuchte Goetz die Middle School P.S. 93 und Miss Marshall's Classes for Young Gentlewomen. Im Alter von 15 Jahren reiste sie für ihre weitere Schulausbildung nach Paris. Später folgte ein Studium für Bühnengestaltung unter Norman Bel Geddes.
Während einer Schiffsreise nach Europe begegnete sie ihrem zukünftigen Ehemann und an der Wall Street tätigen Kaufmann Augustus Goetz. Das Paar heiratete am 11. Oktober 1932. Gemeinsam lebten sie eine Zeit lang in Europa und verlegten ihren Wohnort schließlich nach Bucks County, Pennsylvania. Ihre gemeinsame Tochter Judith wurde 1946 geboren.
Ab den 1970er Jahren hielt sich Goetz vermehrt in London, dem Wohnort ihrer Tochter und Familie, auf und verlegte ihren Wohnsitz nach New York. Goetz verstarb am 12. Oktober 2001 im Alter von 89 Jahren im Englewood Krankenhaus in Englewood, New Jersey.
Goetz setzte sich als Vorstandsmitglied und Beauftragte für die Arbeitsrechte von Theaterautoren in Organisationen wie The Authors League Fund, The Authors League of America, The Dramatists Guild, The Dramatists Guild Fund, the New York Institute for the Humanities, und Young Playwrights, Inc. ein.

## Karriere
Zu Beginn ihrer Karriere am Theater arbeitete Goetz als Story Editorin und Kostümbildnerin. Ab ca. 1930 arbeitete Goetz außerdem für Blanche Wolf Knopf und Alfred A. Knopf im Verlag Alfred A. Knopf, Inc. Nach ihrer Heirat mit Augustus Goetz schrieb Ruth gemeinsam mit ihrem Ehemann erste Theaterstücke. Die erste erfolgreiche Arbeit des Duos war das komödiantische Stück Franklin Street (mit Co-Autor Arthur Sheekman), das auf der Biografie von Philip Goodman basierte.
Ihren größten Erfolg feierte Goetz mit der Adaption von Henry James’ Roman Washington Square (auch bekannt als Die Erbin von Washington Square). Das Stück feierte Broadway-Premiere am 29. September 1947 und wurde zwei Jahre später von Ruth und Augustus für das Drehbuch von William Wylers Film Die Erbin adaptiert. Anschließend verwirklichte Ruth gemeinsam mit ihrem Ehemann weitere Drehbücher für Filme wie Carrie (1952), Symphonie des Herzens (1954) und Eines Tages öffnet sich die Tür (1958). Nach Augustus Goetz’ Tod im September 1957 arbeitete Ruth auch weiterhin als Bühnenautorin, darunter auch für unveröffentlichte Stücke wie The Odyssey for a Cup of Tea (1974), Giving and Taking (1977) und die Adaption C'Etait Comment Dejas (How It Was and Is) von 1980.
Neben eigenen Texten übersetzte und adaptierte Goetz auch mehrere französische Theaterstücke wie L'Amour Fou von André Roussin, das als Madly in Love 1964 uraufgeführt wurde, und Comme au Théâtre von Françoise Dorin, das als Play on Love 1970 seinen Weg auf die Theaterbühne fand.

## Werke

### Theaterstücke
- 1940: Franklin Street (gemeinsam mit Augustus Goetz und Arthur Sheekman)
- 1945: One-Man Show (gemeinsam mit Augustus Goetz)
- 1947: Die Erbin (The Heiress) (gemeinsam mit Augustus Goetz)
- 1954: The Immoralist (gemeinsam mit Augustus Goetz; Adaption des Romans Der Immoralist von André Gide)
- 1957: The Hidden River (gemeinsam mit Augustus Goetz; Adaption des Romans The Hidden River von Margaret Storm Jameson)
- 1959: Sweet Love Remember'd
- 1964: Madly in Love
- 1970: Play on Love (gemeinsam mit Bart Howard)

### Drehbücher
- 1949: Die Erbin (The Heiress), Regie: William Wyler
- 1952: Carrie, Regie: William Wyler
- 1954: Symphonie des Herzens (Rhapsody), Regie: Charles Vidor
- 1958: Eines Tages öffnet sich die Tür (Stage Struck), Regie: Sidney Lumet

## Auszeichnungen
1950: Nominierung bei den Writers Guild of America Awards für Bestes amerikanisches Drama für Die Erbin (The Heiress) (gemeinsam mit Augustus Goetz)